# Synonym (biologi)
En synonym är inom den biologiska systematiken en beteckning på ett tidigare, men efter taxonomisk revidering icke längre giltigt vetenskapligt namn på ett taxon.
Det kan finnas en eller flera anledningar till att ett vetenskapligt namn blir degraderat till en synonym. Exempelvis kan det ske om en och samma art (eller släkte, familj, ordning och så vidare) blivit vetenskapligt beskriven vid ungefär samma tidpunkt, av flera olika taxonomer. Enligt reglerna för den binomiala nomenklaturen ska i sådant fall det taxon som anges i den första vetenskapliga publiceringen gälla som urkund, och de övriga namnen blir då automatiskt synonymer. En annan möjlig anledning är att en redan beskriven art först blivit införd i ett specifikt släkte, men senare forskning visar att arten i själva verket står närmare ett annat släkte. Arten införs då i det sistnämnda, mer lämpliga släktet och får således ett nytt namn. För att man lättare ska kunna härleda benämningar i äldre litteratur kvarstår dock det äldre namnet som en ogiltig synonym. Av dessa anledningar följer att ett och samma taxon kan ha flera synonymer, men endast ett giltigt vetenskapligt namn. Ett exempel är fågelarten forsärla, som idag har det vetenskapliga namnet Motacilla cinerea. Den beskrevs dock först som Calobates melanope och sedan som Motacilla melanope, vilka alltså idag båda är att beteckna som synonymer.
En subjektiv synonym saknar delad typ med det gällande taxon, så synonymen är öppen för taxonomisk bedömning. Detta innebär att det finns utrymme för debatt: En forskare kan överväga de två (eller flera) typerna att hänvisa till en och samma taxon, medan en  annan forskare anser att de tillhör olika taxa. Till exempel publicerade John Edward Gray namnet Antilocapra anteflexa 1855 för en art av gaffelantilop (Antilocapridae), baserat på ett par horn. Det är nu allmänt accepterat att hans exemplar var en ovanlig individ av arten Antilocapra americana som publicerades av George Ord 1815. George Ords namn har alltså företräde, där Antilocapra anteflexa är en underordnad subjektiv synonym till Antilocapra americana.